# 1481
| 1481               |
| ------------------ |
| Dødsfald - Fødsler |
|                    |

| Gregoriansk kalender | 1481 MCDLXXXI           |
| Ab urbe condita      | 2234                    |
| Armensk kalender     | 930 ԹՎ ՋԼ               |
| Kinesiske kalender   | 4177 – 4178 庚子 – 辛丑 |
| Etiopisk kalender    | 1473 – 1474             |
| Jødisk kalender      | 5241 – 5242             |
| Hindukalendere       |                         |
| - Vikram Samvat      | 1536 – 1537             |
| - Shaka Samvat       | 1403 – 1404             |
| - Kali Yuga          | 4582 – 4583             |
| Iransk kalender      | 859 – 860               |
| Islamisk kalender    | 886 – 887               |

Konge i Danmark: Christian 1. 1448-1481 og Hans 1481-1513
Se også 1481 (tal)

## Begivenheder
- 3. maj - et kraftigt jordskælv rammer øen Rhodos og omkring 30.000 mennesker omkommer
- Kong Hans bliver konge af Danmark.

## Født
- 7. marts – Baldassarre Peruzzi, italiensk maler og arkitekt (død 1536).
- 1. juli – Christian 2., dansk konge (død 1559).

## Dødsfald
- 21. maj – Christian 1., dansk konge (født 1426).
- 28. august - Alfonso 5. af Portugal (født 1432).